# Éric Rohmer
Éric Rohmer, pseudonime Gilbert Cordier și Dirk Peters, pe numele adevărat Jean-Marie Maurice Schérer (n. 21 martie 1920, Tulle, Limousin, Franța – d. 11 ianuarie 2010, Paris, Île-de-France, Franța) a fost un regizor de teatru și de film, eseist, autor și critic de film francez. A fost unul dintre reprezentanții Noul val francez în cinematografie.
A regizat un total de douăzeci și trei de lungmetraje care constituie o operă atipică și personală, în mare parte organizate în trei cicluri: „Povestiri morale”, „Comedii și proverbe” și „Povestirile celor patru anotimpuri”. Considerat alături de Jean-Luc Godard, François Truffaut, Claude Chabrol și Jacques Rivette drept una dintre figurile majore ale Noului Val, a obținut în 2001 la Festivalul de Film de la Veneția Leul de Aur pentru întreaga sa carieră.
A întâmpinat un prim succes în 1967 cu Colecționara, apoi a câștigat notorietate internațională cu filmele Noaptea mea cu Maud (1969), Genunchiul lui Claire (1970) și Dragostea de după-amiază (1972).

## Filmografie selectivă

### Lungmetraje
- 1959 Zodia leului (Le Signe du Lion)
- 1962 – 1972 „Șase povestiri morale” (Six contes moraux): 
  1. 1962 Brutăreasa din Monceau (La Boulangère de Monceau) – vezi scurtmetraje
  2. 1963 Cariera Suzanei (La Carrière de Suzanne) – vezi scurtmetraje
  3. 1967 Colecționara (La Collectionneuse)
  4. 1969 Noaptea mea cu Maud (Ma nuit chez Maud)
  5. 1970 Genunchiul lui Claire (Le Genou de Claire)
  6. 1972 Dragostea de după-amiază (L'Amour l'après-midi)
- 1976 Marchiza d'O... (La Marquise d'O…)
- 1978 Perceval le Gallois
- 1981 – 1987 „Comedii și proverbe” (Comédies et proverbes):
  1. 1981 Nevasta aviatorului (La Femme de l'aviateur) sau Nu ne putem gândi la nimic, antiteză a operei lui Musset Nu ne putem gândi la tot
  2. 1982 Căsătorie dorită (Le Beau Mariage) sau Quel esprit ne bat la campagne qui ne fait château en Espagne de La Fontaine
  3. 1983 Pauline la plajă (Pauline à la plage) sau Qui trop parole, il se mesfait de Chrétien de Troyes
  4. 1984 Nopțile cu lună plină (Les Nuits de la pleine lune) sau Qui a deux femmes perd son âme, qui a deux maisons perd sa raison, proverbe din  provincia Champagne
  5. 1986 Raza verde (Le Rayon vert) sau Que le temps vienne où les cœurs s'éprennent, vers extraits du poème Chanson de la plus haute tour d'Arthur Rimbaud
  6. 1987 Prietenul prietenei mele (L'Ami de mon amie)
- 1987 Patru aventuri ale lui Reinette și Mirabelle (Quatre aventures de Reinette et Mirabelle)
- 1990 – 1998 „Povestirile celor patru anotimpuri” (Contes des quatre saisons):
  1. 1990 Poveste de primăvară (Conte de printemps)
  2. 1992 Poveste de iarnă (Conte d'hiver)
  3. 1996 Poveste de vară (Conte d'été)
  4. 1998 Poveste de toamnă (Conte d'automne)
- 1993 Copacul, primarul și mediateca (L'Arbre, le Maire et la Médiathèque)
- 1995 Întâlniri Pariziene (Les Rendez-vous de Paris)
- 2001 Englezoaica și ducele (L'Anglaise et le Duc)
- 2004 Triple Agent
- 2007 Les Amours d'Astrée et de Céladon

#### Filme de televiziune
- 1989 Les Jeux de société

#### Scurtmetraje
- 1950 Journal d'un scélérat
- 1951 Présentation ou Charlotte et son steak
- 1952 Les Petites Filles modèles (neterminat)
- 1954 Bérénice
- 1956 La Sonate à Kreutzer
- 1958 Véronique et son cancre
- 1962 Brutăreasa din Monceau (La Boulangère de Monceau, primul film din „Povestiri morale”)
- 1963 Cariera Suzanei (La Carrière de Suzanne, al doilea film din „Povestiri morale”)
- 1964 Nadja à Paris
- 1964 Les Métamorphoses du paysage
- 1965 Place de l'Étoile pentru filmul colectiv Paris vu par…
- 1966 Une étudiante d'aujourd'hui, (12 minute)
- 1968 Fermière à Montfaucon, (13 minute)